# Emmanuel Rivière
Emmanuel José Rivière (Le Lamentin, 3 marzo 1990) è un ex calciatore francese, di origine martinicana, di ruolo attaccante.

## Caratteristiche tecniche
Nel 2010 è stato inserito nella lista dei migliori calciatori nati dopo il 1989 stilata da Don Balón.
Nato come prima punta, Riviére era un giocatore tecnicamente molto dotato e abile a svariare su tutto il fronte offensivo, nonostante non fosse un bomber possedeva comunque una buona vena realizzativa oltre ad essere molto avvezzo al gioco associativo. La sua forte personalità lo ha spinto a tanti eccessi caratteriali, oltre che a numerosi screzi con le società in cui è stato che non gli hanno permesso di esprimere l'ottimo potenziale dimostrato agli esordi e che lo hanno costretto a ritirarsi a soli 31 anni, dopo aver avuto un'accesa lite con il suo club dell'epoca, il Crotone, oltre ai numerosi problemi fisici che lo hanno tormentato durante la sua carriera.

## Carriera

### Club

#### Saint-Étienne

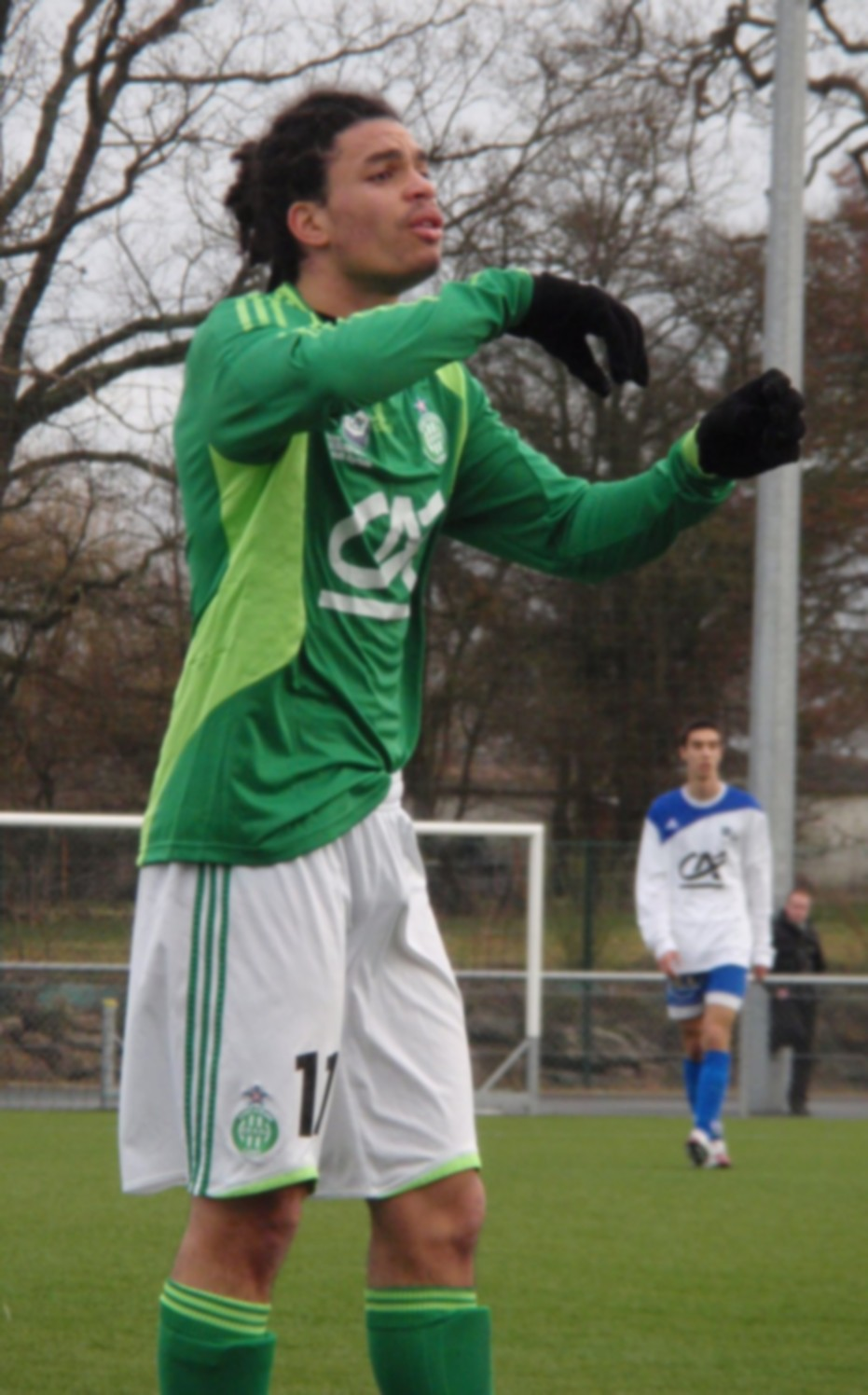
Emmanuel Rivière con la maglia del nel 2009.

Scoperto all'età di 14 anni in un torneo scolastico a livello regionale, all'età di 16 anni viene inserito nella squadra riserve e, appena divenuto maggiorenne, firma il suo primo contratto professionistico, che lo legherà al club francese fino al 2011.
Esordisce con la prima squadra nel gennaio 2009 in una partita di Coppa di Francia, in cui venne schierato da titolare, restando in campo per tutti i 90 minuti e aiutando la squadra a vincere per 1-0 contro il Bordeaux, mentre la sua prima apparizione in campionato con la maglia biancoverde avviene il 31 gennaio 2009 contro il Lione. La società decide di puntare su di lui nella stagione successiva.
L'esordio nella stagione 2009-2010 avviene nell'incontro perso 2-0 contro il Nizza, uscendo al 77'. Il primo gol su 8 stagionali avviene nella seconda giornata di campionato contro il Toulouse (incontro perso 3-1), segnando il momentaneo 1-1, ma uscendo al 65'.
A fine stagione è nominato tra i centrocampisti migliori della stagione, insieme al monteliperano Karim Aït-Fana, il giocatore del lilla Eden Hazard e il rennese Yann M'Vila.
Nella stagione 2010-2011 segna la sua prima doppietta della carriera avviene contro il Montpellier, nella partita di ritorno, contribuendo alla vittoria per 2-1 della sua squadra. L'esordio nella Coupe de France 2010-2011 avviene contro il Clermont, incontro perso in casa per 2-0. Invece l'esordio nella Coupe de la Ligue 2011-2012 avviene contro il Nice, partita vinta per 2-0.

#### Tolosa
Nel luglio del 2011 i dirigenti tolosiani si mettono d'accordo sul trasferimento del giocatore per un totale di 6 e 8 milioni d'euro. Rivière sigla un contratto di 4 anni il 12 luglio 2011.
Il 17 settembre 2011, qualche minuto dopo il suo esordio con i bianco-viola, segna il terzo gol del Toulouse della partita vinta per 3-2 contro il Bordeaux nel derby della Garonne.
Nella seconda annata realizza la sua prima doppietta stagionale contro il Thonon Évian (vittoria per 4-0). Il suo primo gol nella Coppa di Francia avviene contro il Boulogne (vittoria per 1-0).

#### Monaco
Dopo un anno e mezzo nella Garonna, si trasferisce al Monaco, che milita in Ligue 2.
L'esordio avviene contro l'Arles (vittoria per 2-0), con un gol e un assist, dopo essere entrato in campo al 67'. Con due giornate d'anticipo la sua squadra ottiene il primo posto in campionato, cosicché torna dopo tre anni in Ligue 1.
L'esordio in Ligue 1 con il Monaco avviene contro il Bordeaux, segnando anche il suo primo gol stagionale. Nella seconda giornata di campionato, il 18 agosto 2013, segna la sua prima tripletta della carriera, contribuendo alla vittoria di 4-1 contro il Montpellier. Nella diciassettesima giornata di campionato segna il suo 8º gol con i monegaschi, nella vittoria per 1-0 contro l'Ajaccio, che permette al Monaco di superare il Lille e guadagnare il secondo posto momentaneo in classifica.

#### Newcastle e Osasuna
Il 16 luglio 2014 viene acquistato dal Newcastle, firmando un contratto quadriennale.
Dopo due stagioni, lascia l'Inghilterra per approdare in Spagna: il 31 agosto 2016 va in prestito all'Osasuna. Ha terminato la stagione senza segnare ed è tornato al Newcastle United alla fine della stagione stessa.

#### Il ritorno in Francia al Metz
Il 25 agosto 2017 fa il suo ritorno in Francia tra le file del Metz che lo acquista a titolo definitivo. Al termine della prima stagione, la squadra retrocede per risalire l'anno successivo nuovamente in Ligue 1, vincendo il campionato di Ligue 2. Conclusa la sua esperienza francese, rimane svincolato.

#### Cosenza e Crotone
Il 12 settembre 2019 firma un contratto annuale con il Cosenza, club militante in Serie B. Segna la sua prima rete con la maglia rossoblù il 5 ottobre successivo, nella partita pareggiata per 1-1 in casa contro il Venezia. Totalizza 31 presenze in campionato e 13 gol all'attivo contribuendo così alla salvezza dei Lupi.
L'11 settembre 2020, dopo essere rimasto svincolato, si accorda con il Crotone, neopromosso in Serie A, firmando un contratto di 2 anni. Segna la sua prima rete alla prima giornata, all'esordio con la maglia dei crotonesi e nella massima serie italiana, in Genoa-Crotone (4-1).
Il 15 ottobre 2021, a seguito di una disputa legale con il club calabrese, rescinde il proprio contratto con i pitagorici con cui aveva interrotto i rapporti a partire dal 13 agosto dello stesso anno.

### Nazionale
Rivière ha fatto parte stabilmente delle nazionali giovanili francesi, disputando anche il Mondiale Under-17 svoltosi in Corea del Sud. Dopo diverse apparizioni con l'Under-19 ci fu anche la prima convocazione con l'Under-21 in un'amichevole contro la Croazia. Partecipa alle qualificazioni dell'Europeo Under-21: nella partita contro l'Ucraina (2-2) realizza un gol e un assist.
Nel novembre 2019 riceve la convocazione per la nazionale martinicana con cui debutta il 14 dello stesso mese, andando a segno all'esordio nella partita pareggiata in casa per 1-1 contro l'Honduras.

## Statistiche

### Presenze e reti nei club
Statistiche aggiornate al 9 maggio 2021.
| Stagione                | Club                    | Campionato              | Campionato | Campionato | Coppe nazionali | Coppe nazionali | Coppe nazionali | Coppe continentali | Coppe continentali | Coppe continentali | Supercoppe | Supercoppe | Supercoppe | Totale | Totale |
| Stagione                | Club                    | Comp                    | Pres       | Reti       | Comp            | Pres            | Reti            | Comp               | Pres               | Reti               | Comp       | Pres       | Reti       | Pres   | Reti   |
| ----------------------- | ----------------------- | ----------------------- | ---------- | ---------- | --------------- | --------------- | --------------- | ------------------ | ------------------ | ------------------ | ---------- | ---------- | ---------- | ------ | ------ |
| 2008-2009               | Saint-Étienne           | L1                      | 8          | 1          | CF+CdL          | 2+0             | 0               | CU                 | 2                  | 0                  | -          | -          | -          | 12     | 1      |
| 2009-2010               | Saint-Étienne           | L1                      | 30         | 8          | CF+CdL          | 5+0             | 2+0             | -                  | -                  | -                  | -          | -          | -          | 35     | 10     |
| 2010-2011               | Saint-Étienne           | L1                      | 35         | 8          | CF+CdL          | 3+0             | 0               | -                  | -                  | -                  | -          | -          | -          | 38     | 8      |
| Totale Saint-Étienne    | Totale Saint-Étienne    | Totale Saint-Étienne    | 73         | 17         |                 | 10              | 2               |                    | 2                  | 0                  |            | -          | -          | 85     | 19     |
| 2011-2012               | Tolosa                  | L1                      | 26         | 5          | CF+CdL          | 0+0             | 0               | -                  | -                  | -                  | -          | -          | -          | 26     | 5      |
| 2012-gen. 2013          | Tolosa                  | L1                      | 18         | 4          | CF+CdL          | 2+1             | 1+0             | -                  | -                  | -                  | -          | -          | -          | 21     | 5      |
| Totale Tolosa           | Totale Tolosa           | Totale Tolosa           | 44         | 9          |                 | 3               | 1               |                    | -                  | -                  |            | -          | -          | 47     | 10     |
| gen.-giu. 2013          | Monaco                  | L2                      | 14         | 4          | CF+CdL          | 0+0             | 0               | -                  | -                  | -                  | -          | -          | -          | 14     | 4      |
| 2013-2014               | Monaco                  | L1                      | 30         | 10         | CF+CdL          | 5+1             | 3+0             | -                  | -                  | -                  | -          | -          | -          | 36     | 13     |
| Totale Monaco           | Totale Monaco           | Totale Monaco           | 44         | 14         |                 | 6               | 3               |                    | -                  | -                  |            | -          | -          | 50     | 17     |
| 2014-2015               | Newcastle United        | PL                      | 23         | 1          | FA+CdL          | 1+4             | 0+2             | -                  | -                  | -                  | -          | -          | -          | 28     | 3      |
| 2015-2016               | Newcastle United        | PL                      | 3          | 0          | FA+CdL          | 0+0             | 0               | -                  | -                  | -                  | -          | -          | -          | 3      | 0      |
| Totale Newcastle United | Totale Newcastle United | Totale Newcastle United | 26         | 1          |                 | 5               | 2               |                    | -                  | -                  |            | -          | -          | 31     | 3      |
| 2016-2017               | Osasuna                 | PD                      | 15         | 0          | CR              | 2               | 0               | -                  | -                  | -                  | -          | -          | -          | 17     | 0      |
| 2017-2018               | Metz                    | L1                      | 28         | 5          | CF+CdL          | 2+1             | 1+0             | -                  | -                  | -                  | -          | -          | -          | 31     | 6      |
| 2018-2019               | Metz                    | L2                      | 15         | 2          | CF+CdL          | 1+1             | 0+1             | -                  | -                  | -                  | -          | -          | -          | 17     | 3      |
| Totale Metz             | Totale Metz             | Totale Metz             | 43         | 7          |                 | 5               | 2               |                    | -                  | -                  |            | -          | -          | 48     | 9      |
| 2019-2020               | Cosenza                 | B                       | 31         | 13         | CI              | 0               | 0               | -                  | -                  | -                  | -          | -          | -          | 31     | 13     |
| 2020-2021               | Crotone                 | A                       | 20         | 1          | CI              | -               | -               | -                  | -                  | -                  | -          | -          | -          | 20     | 1      |
| Totale carriera         | Totale carriera         | Totale carriera         | 296        | 62         |                 | 31              | 10              |                    | 2                  | 0                  |            | -          | -          | 329    | 72     |

### Cronologia presenze e reti in nazionale
| Cronologia completa delle presenze e delle reti in nazionale ― Honduras | Cronologia completa delle presenze e delle reti in nazionale ― Honduras | Cronologia completa delle presenze e delle reti in nazionale ― Honduras | Cronologia completa delle presenze e delle reti in nazionale ― Honduras | Cronologia completa delle presenze e delle reti in nazionale ― Honduras | Cronologia completa delle presenze e delle reti in nazionale ― Honduras | Cronologia completa delle presenze e delle reti in nazionale ― Honduras | Cronologia completa delle presenze e delle reti in nazionale ― Honduras |
| Data                                                                    | Città                                                                   | In casa                                                                 | Risultato                                                               | Ospiti                                                                  | Competizione                                                            | Reti                                                                    | Note                                                                    |
| ----------------------------------------------------------------------- | ----------------------------------------------------------------------- | ----------------------------------------------------------------------- | ----------------------------------------------------------------------- | ----------------------------------------------------------------------- | ----------------------------------------------------------------------- | ----------------------------------------------------------------------- | ----------------------------------------------------------------------- |
| 14-11-2019                                                              | Fort-de-France                                                          | Martinica                                                               | 1 – 1                                                                   | Honduras                                                                | CONCACAF Nations League 2019-2020 - 2º turno                            | 1                                                                       | 33’ 53’                                                                 |
| 23-6-2021                                                               | Fort-de-France                                                          | Martinica                                                               | 1 – 2                                                                   | Guadalupa                                                               | Amichevole                                                              | -                                                                       | 68’                                                                     |
| 11-7-2021                                                               | Kansas City                                                             | Canada                                                                  | 4 – 1                                                                   | Martinica                                                               | Gold Cup 2021 - 1º turno                                                | 1                                                                       | 82’                                                                     |
| 15-7-2021                                                               | Kansas City                                                             | Martinica                                                               | 1 – 6                                                                   | Stati Uniti                                                             | Gold Cup 2021 - 1º turno                                                | 1                                                                       |                                                                         |
| 18-7-2021                                                               | Frisco                                                                  | Martinica                                                               | 1 – 2                                                                   | Haiti                                                                   | Gold Cup 2021 - 1º turno                                                | -                                                                       | 16’                                                                     |
| Totale                                                                  |                                                                         | Presenze                                                                | 5                                                                       |                                                                         | Reti                                                                    | 3                                                                       |                                                                         |

## Palmarès

### Club
- Ligue 2: 2

Monaco: 2012-2013
Metz: 2018-2019

### Individuale
- Miglior attaccante della Ligue 1: 1

2009-2010